# Клермон (округ)
Клермон (фр. Clermont) — округ (фр. Arrondissement) во Франции, один из округов в регионе О-де-Франс. Департамент округа — Уаза. Супрефектура — Клермон.
Население округа на 2018 год составляло 130 298 человек. Плотность населения составляет 113 чел./км². Площадь округа составляет 1149,34 км².

## Состав
Кантоны округа Клермон (после 22 марта 2015 года):
- Клермон
- Монтатер (частично)
- Муи (частично)
- Ножан-сюр-Уаз (частично)
- Пон-Сент-Максанс (частично)
- Сен-Жю-ан-Шоссе (частично)
- Эстре-Сен-Дени (частично)

Кантоны округа Клермон (до 22 марта 2015 года):
- Бретёй
- Клермон
- Льянкур
- Меньеле-Монтиньи
- Муи
- Сен-Жю-ан-Шоссе
- Фруаси